# Manganeses de la Polvorosa
Manganeses de la Polvorosa település Spanyolországban,  Zamora tartományban. Manganeses de la Polvorosa Villabrázaro községgel határos. Lakosainak száma 641 fő (2024).

## Népesség
A település népessége az utóbbi években az alábbiak szerint változott:
| Lakosok száma | 871  | 812  | 772  | 758  | 756  | 732  | 683  | 633  | 623  | 641  |
|               | 2001 | 2004 | 2007 | 2009 | 2012 | 2014 | 2017 | 2019 | 2022 | 2024 |